# The Paperboy
The Paperboy ist ein US-amerikanischer Thriller aus dem Jahr 2012, der auf dem 1995 erschienenen gleichnamigen Roman von Pete Dexter basiert.

## Handlung
Ward Jansen kehrt im Sommer 1969 in seine Heimatstadt Lately zurück. In dem verschlafenen Örtchen in Floridas Sumpfgebiet will der erfolgreiche Journalist der Miami Times zusammen mit seinem Kollegen Yardley Acheman den Fall des möglicherweise zu Unrecht zum Tode verurteilten Hillary Van Wetter untersuchen. Der psychisch Labile soll vor einigen Jahren den örtlichen Sheriff getötet haben.
Seine Unschuld wollen die beiden Reporter und Wards als Fahrer engagierter kleiner Bruder Jack mit Hilfe von Hillarys Verlobter Charlotte Bless beweisen. Bless pflegt eine intensive Brieffreundschaft zum unkooperativen Todeskandidaten und soll ihn mit ihren Reizen zum Reden bringen. Mit ihrer lasziven Art verdreht sie nicht nur dem vermeintlichen Mörder den Kopf, sondern auch dem jungen Jack.

## Hintergrund
Die Sängerin Mariah Carey schrieb das Lied Mesmerized für den Soundtrack zum Film.
Die Premiere des Films fand am 28. Mai 2012 auf den Internationalen Filmfestspielen von Cannes statt, wo er gemischte Kritiken entgegennahm. Der Film wurde außerdem auf dem Flanders International Film Festival Ghent, dem Ischia Film Festival, dem New York Film Festival, dem Toronto International Film Festival und dem Stockholm International Film Festival gezeigt.
Am 5. Oktober 2012 erschien der Film limitiert in den US-Kinos und nahm weltweit 2,4 Millionen US-Dollar ein. In Deutschland und Österreich wurde er am 18. Juli 2013 direkt auf DVD veröffentlicht.
Mit seinem Budget von geschätzten 12 Millionen US-Dollar und seinen Einnahmen von 2,4 Millionen US-Dollar gilt The Paperboy als Flop.

## Kritiken
Carsten Baumgardt von Filmstarts.de urteilte, dass Lee Daniels’ „neurotisches Südstaaten-Märchen The Paperboy ein kalkuliert aus der Spur laufender Film“ sei und schreibt weiter, dass „[beim Film] auf den ersten Blick wenig stimmt, aber der Regisseur nach einer Weile so wilde Haken schlägt, dass der schwüle Thriller auf eine bizarre Art unterhält“.

## Synchronisation
| Rolle              | Schauspieler        | Synchronsprecher  |
| ------------------ | ------------------- | ----------------- |
| Ward Jansen        | Matthew McConaughey | Torsten Michaelis |
| Jack Jansen        | Zac Efron           | Daniel Schlauch   |
| Yardley Acheman    | David Oyelowo       | Linus Kraus       |
| Anita              | Macy Gray           | Michaela Kametz   |
| Hillary van Wetter | John Cusack         | Torsten Sense     |
| Charlotte Bless    | Nicole Kidman       | Katrin Decker     |
| W.W. Jansen        | Scott Glenn         | Aart Veder        |
| Tyree van Wetter   | Ned Bellamy         | Reiner Schöne     |

## Auszeichnungen und Nominierungen

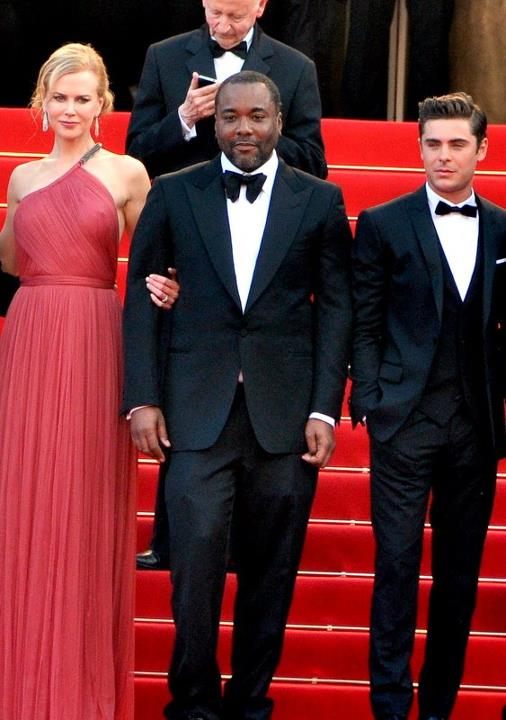
Nicole Kidman, Lee Daniels und Zac Efron bei den Internationalen Filmfestspielen von Cannes 2012

| Event                                             | Preis                                    | Kategorie                               | Preisträger         | Ergebnis  |
| ------------------------------------------------- | ---------------------------------------- | --------------------------------------- | ------------------- | --------- |
| AACTA International Awards 2013                   | AACTA International Award                | Beste Hauptdarstellerin                 | Nicole Kidman       | Nominiert |
| Alliance of Women Film Journalists                | Alliance of Women Film Journalists Award | Actress Most in Need of a New Agent     | Nicole Kidman       | Nominiert |
| Internationale Filmfestspiele von Cannes 2012     | Goldene Palme                            | Bester Film                             | The Paperboy        | Nominiert |
| Screen Actors Guild Awards 2013                   | Screen Actors Guild Award                | Beste Nebendarstellerin                 | Nicole Kidman       | Nominiert |
| Golden Globe Awards 2013                          | Golden Globe Award                       | Beste Nebendarstellerin                 | Nicole Kidman       | Nominiert |
| Indiewire Year-End Critics Poll                   | Indiewire Critics Award                  | Bestes Ensemble                         | The Paperboy        | Nominiert |
| Indiewire Year-End Critics Poll                   | Indiewire Critics Award                  | Beste Musik                             | Mario Grigorov      | Nominiert |
| Indiewire Year-End Critics Poll                   | Indiewire Critics Award                  | Beste Nebendarstellerin                 | Nicole Kidman       | Nominiert |
| Austin Film Critics Association Awards            | AFCA Award                               | Special Award for the Best Body of Work | Matthew McConaughey | Gewonnen  |
| Village Voice Film Poll                           | Village Voice Award                      | Beste Schauspielerin                    | Nicole Kidman       | Nominiert |
| Village Voice Film Poll                           | Village Voice Award                      | Bester Film                             | The Paperboy        | Nominiert |
| Village Voice Film Poll                           | Village Voice Award                      | Bester Nebendarsteller                  | John Cusack         | Nominiert |
| Village Voice Film Poll                           | Village Voice Award                      | Bester Nebendarsteller                  | Zac Efron           | Nominiert |
| Village Voice Film Poll                           | Village Voice Award                      | Bester Nebendarsteller                  | David Oyelowo       | Nominiert |
| Village Voice Film Poll                           | Village Voice Award                      | Beste Nebendarstellerin                 | Macy Gray           | Nominiert |
| Village Voice Film Poll                           | Village Voice Award                      | Beste Nebendarstellerin                 | Nicole Kidman       | Nominiert |
| Village Voice Film Poll                           | Village Voice Award                      | Schlechtester Film                      | The Paperboy        | Nominiert |
| Central Ohio Film Critics Association Awards 2012 | COFCA Award                              | Schauspieler des Jahres                 | Matthew McConaughey | Gewonnen  |